# Breg pri Golem Brdu
Breg pri Golem Brdu é um assentamento localizado no município de Brda na Eslovênia. Possuía uma população estimada de 26 habitantes em 2020.